# Riói karnevál

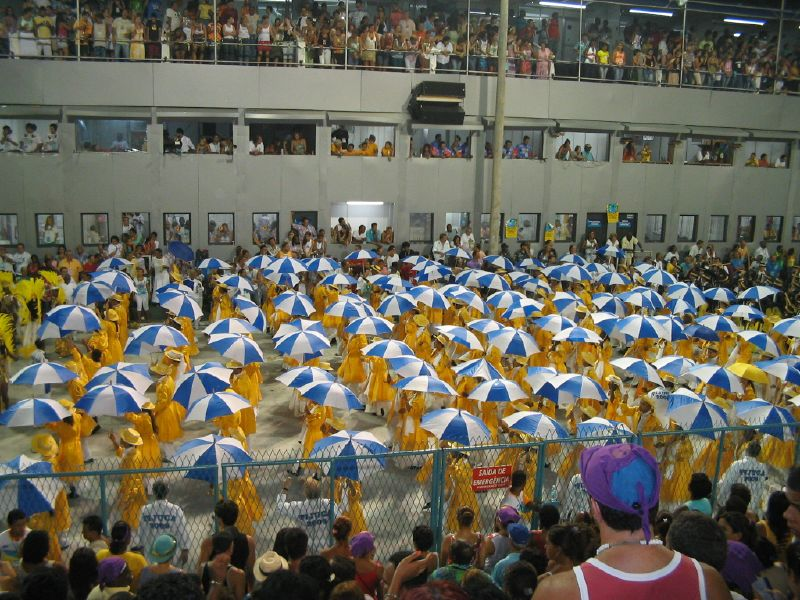
Egy szambaiskola felvonulása

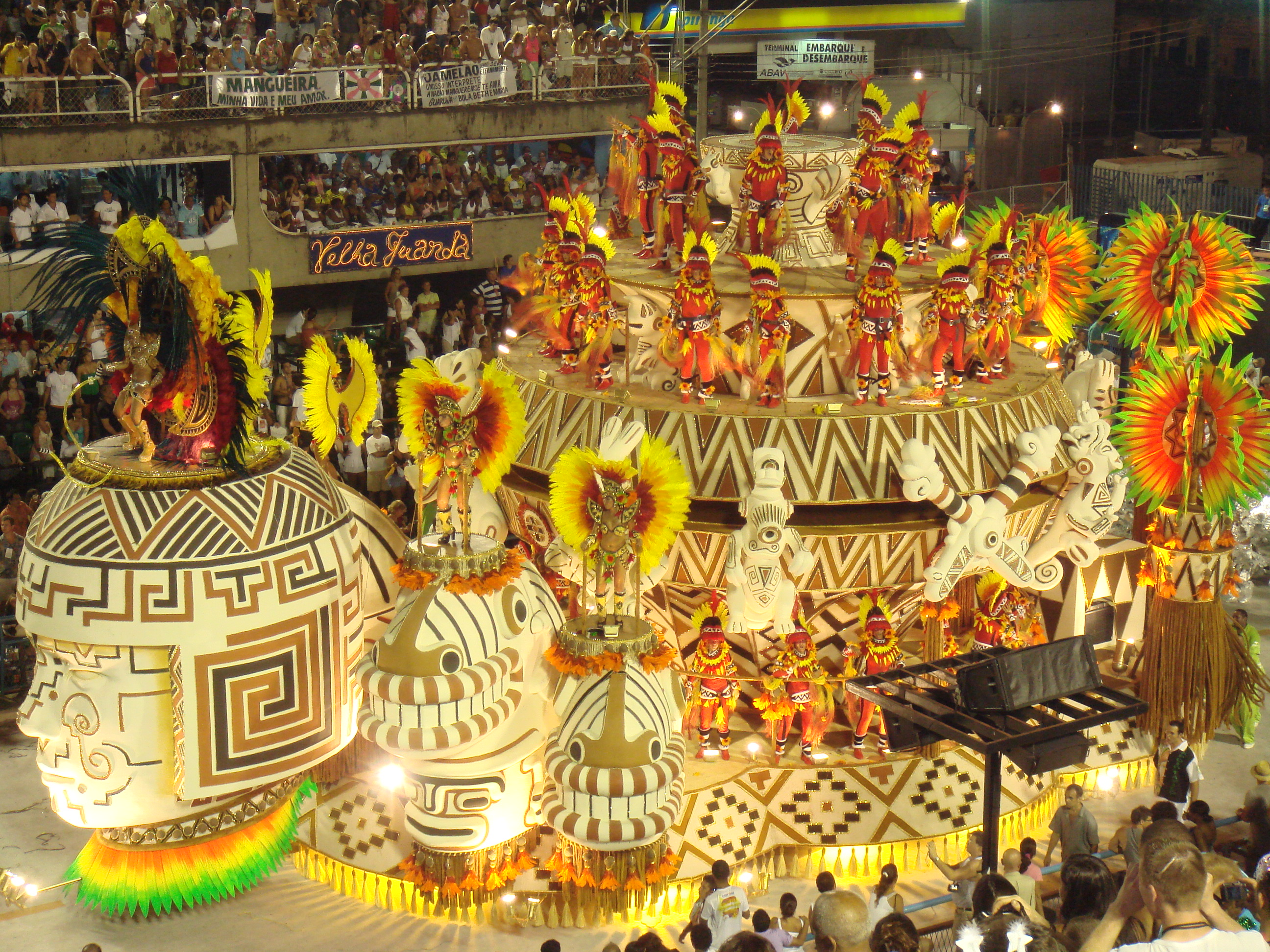
Részlet a karneválból

A Riói karnevál nagy múltra tekint vissza, de jelenlegi formájában 1928 óta rendezik meg. Minden idők leghíresebb karneválja, annak ellenére, hogy a karneválok őshazája Itália.
A riói karnevál portugál őse az Entrudo. Ennek résztvevői eredetileg szagos vízzel (vö.: kölnivíz), vizes porral, záptojással vagy citromhéjjal dobálták egymást nagy vigadozás közepette. 1855-ben létrehozták a „fiatalok karneváli baráti társaságát”. Ők zeneszóval, színes kosztümökbe öltözött résztvevőkkel szervezett felvonulásokat a „cidade maravilhosát” csinálták meg. Lényegében ma is ezek a társaságok rendezik a karneválokat egész éven át.
A farsangi szezon alatt Rio de Janeiro néhány napra a világ fővárosává válik. Ekkor rendezik meg ugyanis a riói karnevált. A parádén a látványos jelmezek mellett a szamba is főszerepet kap, hiszen ilyenkor mérik össze tudásukat a legjobb szambaiskolák táncosai a brazil farsang főutcáján, a több mint másfél kilométeres Sambadronon.
A szambaversenyre benevezett táncosok a karnevál előtt több hónappal kezdik a felkészülést. A karneválra mintegy háromszázezer turista érkezik rendszeresen, akik a drága jegyeket is csak hatalmas "harcok" árán tudják megszerezni.

## A karnevál rövid leírása
A karnevál szó a latin carne vale kifejezésből ered (a.m. búcsú a hústól), bár ezt senki nem gondolná, ha látja a négy napos rendezvény során azt a rengeteg elővillanó bőrfelületet.
A karnevál megtartása az ókorba nyúlik vissza. Az ókori görögök minden tavasszal ünnepséget rendeztek a bor istene, Dionüszosz tiszteletére. A rómaiak átvették ezt a szokást: ők Bacchus, a boristenük tiszteletére megtartották a Bacchanaliát, valamint a Saturnaliát is, amikor a szolgák részeg tivornyázás keretében ruhát cseréltek uraikkal. A középkorban a keresztény egyház megpróbált elfojtani minden ilyen pogány szertartást, és inkább a húsvét előtti 40 napos nagyböjt első napját szerették volna megünnepelni a farsanggal. Ez azonban nem úgy vált be, ahogy arra az egyház számított: a farsang az egy héten át tartó evés-ivás, mulatozás, zene és szeretkezés ünnepe lett.
Az első Riói karnevált, amelyet feljegyeztek, 1723-ban tartották a portugál bevándorlók. Az emberek három napon keresztül maszkokban rohangáltak az utcákon. Az Azori-, a Madeira- és a Zöld-foki-szigetekről érkezett portugál gyarmatosítók aligha láthatták előre, amikor először tartottak karnevált Rióban, hogy ünnepük majd három évszázaddal később globális kisugárzású, allegorikus eseménnyé növi ki magát. Kezdetben a portugálok ünnepe kimerült abban, hogy az akkori hagyományoknak megfelelően álruhát, vagy legalábbis álarcot öltöttek, s aztán megöntözték egymást vízzel egymásra, és vízzel, sárral, liszttel és hasonlókkal árasztották el egymást.
Rio első jelmezbálját 1840-ben szervezték, és a jelmezbál nemsokára átvette a csintalan szórakozás helyét. Nagyjából egy évtized múlva már lovak által vontatott kocsikon vonultak fel a zenekarok, és 1855-ben már lélegzetelállító jelmezekben vonultak fel a karneválon a gazdagabbak. A munkásosztályba tartozók 1872-ig még csak meg sem pillanthatták a jelmezbe öltözött gazdagokat, ebben az évben azonban már ők is beöltözhettek, és részt vehettek a felvonuláson.
Az első karneváli bál idejében egy találékony bolt Portugáliából importált maskarákat, álbajszokat és szakállakat a hangulat teljessé tételéhez. 1852-ben jelent meg Zé Pereira, a brazil ütőhangszeres együttes, amelyet José Nogueira de Azavedo Paredes, becsületes szakmáját tekintve cipész alapított. A Zé Pereira végigvonult a város utcáin, és ezzel kezdődött a karnevál. Három évvel később, 1855-ben alakultak meg az első karneváli klubok, a Nagy Társaságok, amelyek szervezettségükkel, allegorikus mozgó kocsijaikkal előfutárai voltak a mostani karneváli felvonulásnak. Abban az időben a karnevál még megőrizte „európai” vonásait a gyarmatosító portugálok kizárólagos részvételével, az ünneplés aztán folyamatosan „elbrazilosodott”.

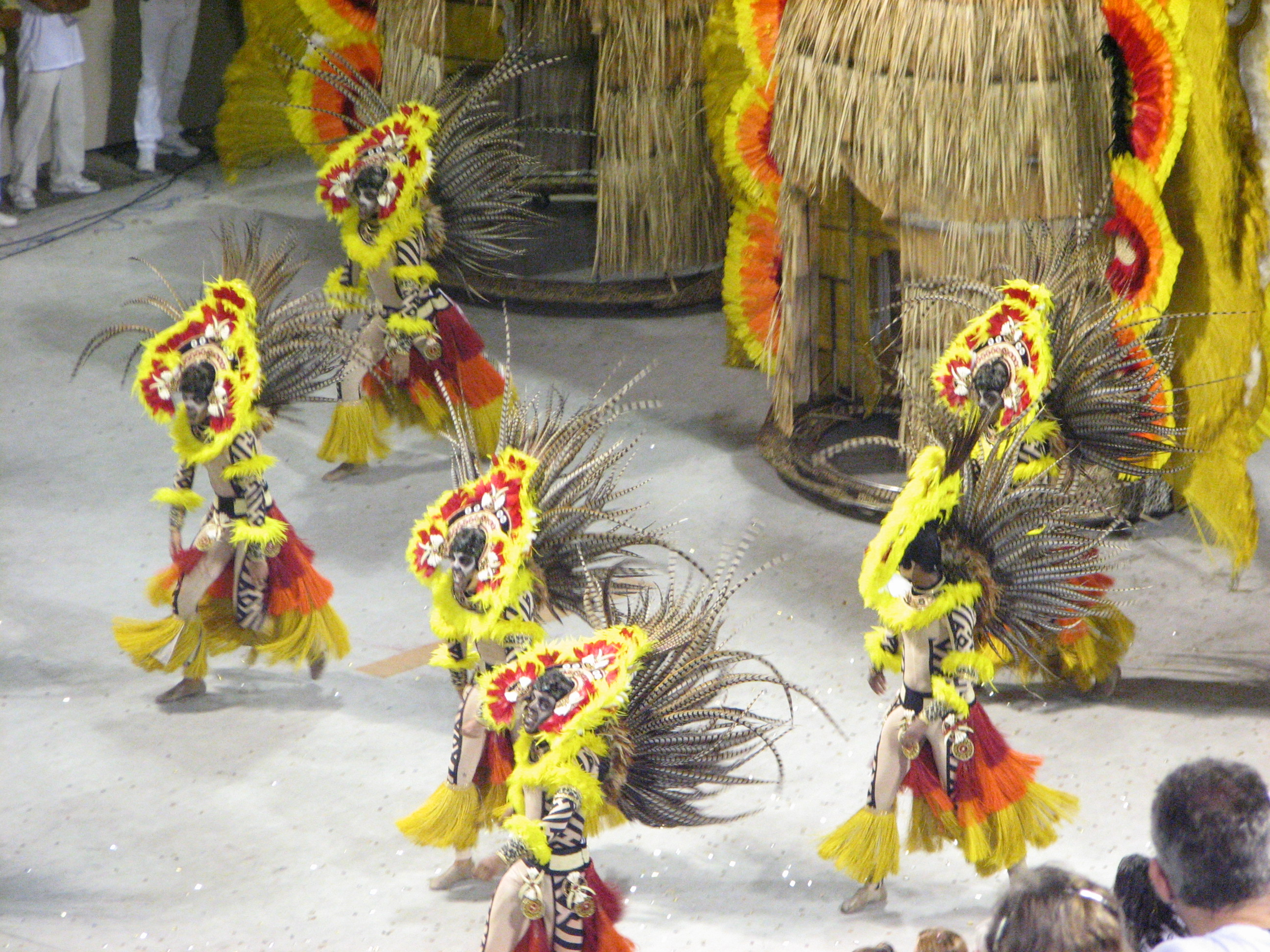
A szambaverseny

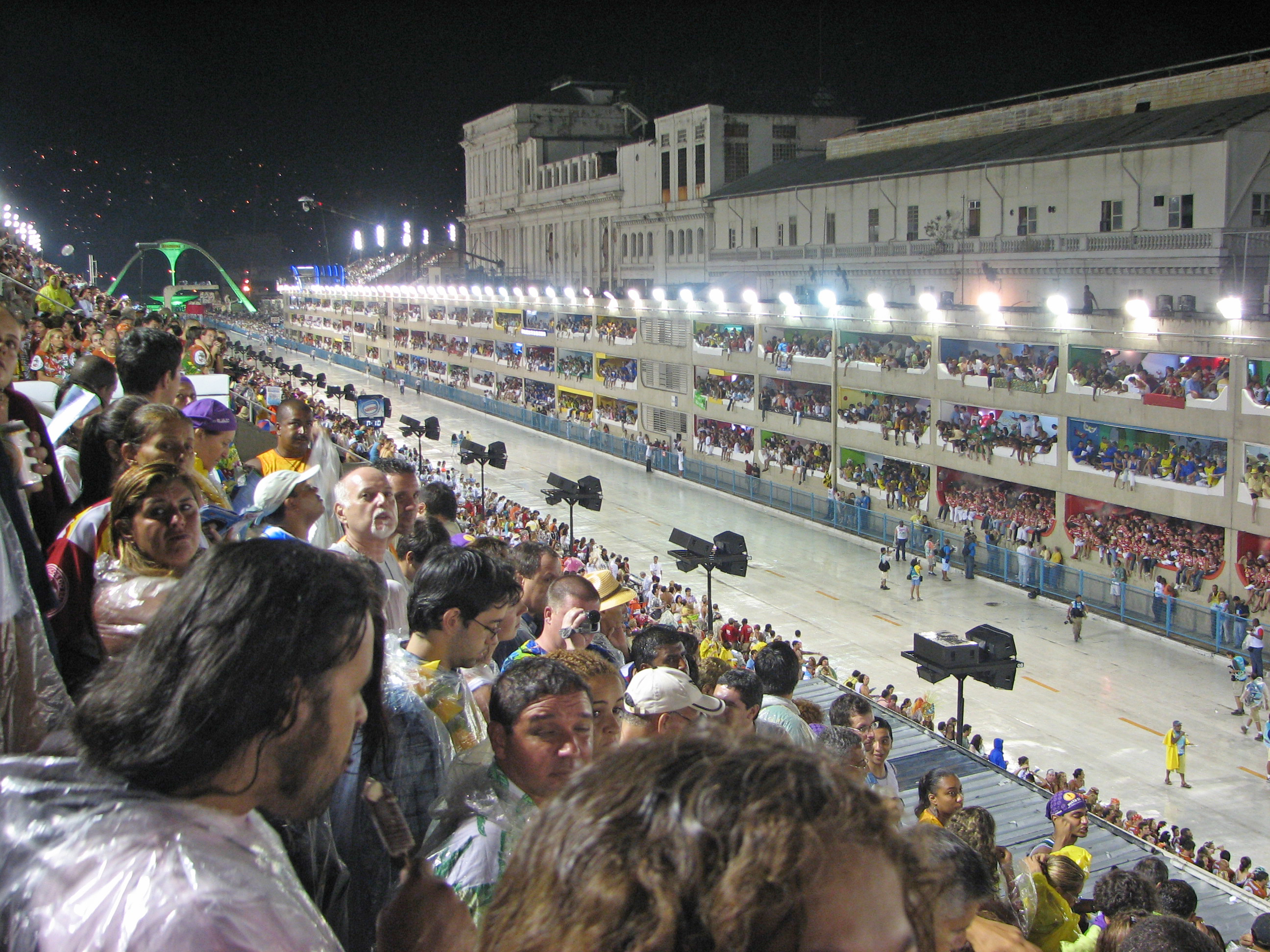
A Passarela do Samba sétány

Ezután elkezdték megrendezni a táncversenyeket, a szambaiskolák versenyét pedig 1928 óta tartják meg – ez a mai karneválok legfőbb látványossága. A szambazene mégis csak 1917-ben lett a karnevál aláfestő muzsikája.
A Riói karnevál nem véletlenül a világ egyik legnagyobb látványossága. A nagy szenvedélyeket kiváltó táncverseny olyan szambaiskolák között zajlik, amelyek valójában olyan egyesületek, amelyek többek között oktatási és egészségügyi ellátást nyújtanak a tagok számára. Mindegyik iskola választ egy témát, amelyet a zenével és a 10 kocsin táncoló, akár négyezer táncos mozdulataival fejeznek ki. A felvonulás Rio egyik belvárosi utcájában zajlik, és a legjobb helyekért 50 000 forint körüli összeget kell fizetni. A karneválon nem csupán a szambaiskolák növendékei táncolhatnak – bárki táncra perdülhet az utcán, akinek kedve szottyan rá. Rio minden körzetének megvan a saját zenekara és táncosai, akik jelmezeket, utcai ruhákat, karneválos pólókat, vagy akár fürdőruhákat öltenek magukra, majd miután a helyiek összegyűltek egy bárban vagy téren, a zenekar elindul egy előre eltervezett útvonalon. Az összejövetelek általában késő délután kezdődnek. A gyerekektől az idősebbekig mindenki csatlakozik a vidámsághoz, és van olyan zenekar is, amelyik több mint 10 000 résztvevőt vonz. Több mint egy évszázadig, 1984-ig kellett várni ahhoz, hogy a mai riói karnevál külsősége, kerete kialakuljon: ekkor hozták létre a Passarela do Sambát, a kétoldalt tribünökkel, lakóházakkal határolt hosszan elhúzódó sétányt, amelyen a szambaiskolák vonulnak végig. A szamba mint ritmus és tánc 1917-től hódított teret, ez a tánczenei műfaj Salvador da Baiából eredt, az ottani nők ünnepeiről. A ritmus a tradicionális afrobrazil lundu és frevo keveréke a portugálok által behozott polkáéval. A szamba ritmusa varázsolta a karnevált hamisíthatatlan brazil ünneppé, az ország identitásának elemévé.
Napjainkban az Escuelas de Samba, a szambaiskolák két kilométer hosszú felvonulása vagyont érő, s egyben ezért sokak által vitatott üzleti vállalkozás. Nemcsak a Passarela tribünjein kell borsos árat fizetni a helyért, hanem jó pénzt kasszíroznak a közvetítés jogaiért a rádió- és televízióadóktól Brazíliában és a nagyvilágban is, ugyancsak bevételt hoznak a lemezkiadások, képeslapok, fényképalbumok.
A Cidade Maravilhosában persze nem minden csodálatos. Az utóbbi hónapokban nyugtalanítóan emelkedett a kábítószerrel kapcsolatos bűnözés, a maffialeszámolások és terrormegfélemlítések gyakoriak a Rio de Janeiro dombjaira felhúzódó nyomornegyedekben, a favelákban. A rendőrség sem igen tud mást tenni, minthogy erős felszereltséggel, nem ritkán rohamkocsikkal biztosított háttérrel tartson alapos razziákat, igaz, nem sok eredménnyel. A rendőrség nem titkolja, tartanak attól, hogy a kis bűnözők, az alkalmi kábítószerárusok - akiket a drogmaffiózók felhasználnak - most jó alkalmat látnak a karneváli forgatagban portékájuk értékesítésére. Riónak (amely nagyrészt a turizmusból él) tragédia lenne, ha felkerülne a világ legveszélyesebb városainak listájára.

## Feldolgozásai
- Jorge Amado: (cím:?) (regény)
- A Fekete Orpheusz (film)
- Mel Brooks: A producerek

## Külső hivatkozások
- https://web.archive.org/web/20080823203329/http://www.lhp.hu/kepgaleriak.php?a=573
- http://www.indavideo.hu/video/Rio_Carneval%5B%5D
- http://www.hirtv.hu/kulfold/?article_hid=197126%5B%5D
- https://web.archive.org/web/20080611120504/http://www.origo.hu/zene/20040219biztonsagos.html
- https://web.archive.org/web/20081205050727/http://www.utazona.hu/magazin/aktualis/riokarneval.htm
- https://web.archive.org/web/20081004221235/http://www.dunaujvaros.com/melleklet/farsang/hagy_rioi.htm